# Dante Calabria
Pour les articles homonymes, voir Calabria.
Dante Calabria est un joueur puis entraîneur américain de basket-ball né le 8 novembre 1973 à Pottstown, Pennsylvanie aux États-Unis. Il a la double nationalité, américaine et italienne.

## Biographie
Calabria, qui mesure 196 cm, joue sa carrière universitaire avec la prestigieuse équipe des Tar Heels de l'University of North Carolina. Sous les ordres de Dean Smith, Calabria, Rasheed Wallace, Jerry Stackhouse et les Tar Heels remportent le championnat NCAA en 1993 face à Michigan et sont battus en demi-finale l'année suivante par les Razorbacks de l'université d'Arkansas.
Après ses quatre années universitaires, Calabria n'est pas choisi lors du draft NBA de 1996. Il part alors jouer en Italie (Livourne), revient jouer une année aux États-Unis d'abord avec les Bulls de Chicago en camp d'entraînement avant de se voir coupé de l'effectif pour la saison régulière. Il se rabat alors sur une équipe de la ligue mineure de CBA : les Fort Wayne Fury. Calabria atterrit ensuite en France à Dijon pour la JDA Dijon puis pour l'EB Pau-Orthez.
Il rejoint ensuite des grands clubs européens du basket comme le club espagnol de Pamesa Valencia lors de la saison 2001-2002. Pour la saison 2002-2003, il joue avec le club italien de Benetton Trévise et atteint la finale de la finale à quatre de l'Euroligue mais échoue face au FC Barcelona de Dejan Bodiroga et Šarunas Jasikevičius.

## Clubs successifs
- 1992 - 1996 :  Tar Heels de Caroline du Nord (NCAA)
- 1996 - 1997 :  Don Bosco Livourne (Lega A)
- 1997 - 1998 : 
  -  Fort Wayne Fury (CBA)
- 1998 - 1999 :  JDA Dijon (Pro A)
- 1999 - 2000 :  Élan béarnais Pau-Orthez (Pro A)
- 2000 - 2001 : 
  -  Aris Salonique (ESAKE)
  -  Pallacanestro Trieste (Lega A)
- 2001 - 2002 :  Valence BC (Liga ACB)
- 2002 - 2003 :  Pallacanestro Trévise (Lega A)
- 2003 - 2004 :  Pallacanestro Cantu (Lega A)
- 2004 - 2007 :  Olimpia Milan (Lega A)
- 2007 - 2008 :  Fortitudo Bologne (Lega A)
- 2008-2009 :  Triboldi Soresina (Legadue)
- 2010-2011 :  Pallacanestro Sant'Antimo